# ادوارد کاست
ادوارد کاست (انگلیسی: Edward Cust؛ ۱۷ مارس ۱۷۹۴ – ۱۴ ژانویه ۱۸۷۸) افسر و سیاستمدار اهل پادشاهی متحد بریتانیای کبیر و ایرلند بود. وی همچنین برندهٔ جوایزی همچون همکار انجمن سلطنتی شده‌است.